# 시청로 (김천시)
시청로(Sicheong-ro)는 경상북도 김천시 대신동 직지교사거리에서 김천시 어모면 어모교차로 까지 잇는 경상북도의 도로이다. 

## 주요 경유지
경상북도
- 상주시 (대신동 . 어모면)

## 노선
| 이름            | 접속 노선                 | 소재지        | 소재지        | 비고          |
| 지산로와 직결   | 지산로와 직결             | 지산로와 직결 | 지산로와 직결 | 지산로와 직결 |
| --------------- | ------------------------- | ------------- | ------------- | ------------- |
| 직지교사거리    | 영남대로                  | 김천시        | 대신동        |               |
| 직지사교        |                           | 김천시        | 대신동        |               |
| 시청입구삼거라  | 김천희망대로 시청앞길     | 김천시        | 대신동        |               |
| 공단삼거리      | 공단로                    | 김천시        | 대신동        |               |
| 남산 교차로     | 산업단지로                | 김천시        | 어모면        |               |
| 어모 교차로     | 국도 제3호선 (김천순환로) | 김천시        | 어모면        |               |
| 경상대로와 직결 |                           |               |               |               |

## 주요 건물 및 시설
- 엔젤리너스 김천신음점 (시청로 13/신음동 424-2)
- SK에너지 스마트주유소 (시청로 16/신음동 419-1)
- 스타벅스 김천시청DT점 (시청로 47/신음동 1000-3)
- 올리브영 김천시청점 (시청로 55/신음동 998-12)
- LG전자 김천서비스센터 (시청로 59/신음동 996-6)
- KT 플라자 김천중앙점 (시청로 65/신음동 995-1)
- 파리바게뜨 김천현대점 (시청로 66/신음동 394-4)
- 롯데리아 EXP점 (시청로 66/신음동 394-4)
- 이마트 김천점 (시청로 75/신음동 990-1)
- 대구은행 김천지점 (시청로 75/신음동 990-1)
- 베스킨라빈스 김천이마트점 (시청로 75/신음동 990-1)
- 설빙 경북김천신음점 (시청로 79/신음동 989-10)
- 롯데마트 김천점 (시청로 80/신음동 470)
- 이마트24 김천시청대로점 (시청로 89/신음동 792-4)
- GS25 김천시청대로점 (시청로 95/신음동 1313)
- 투썸플레이스 김천신음점 (시청로 98/신음동 482-8)
- 아성다이소 김천시청점 (시청로 103.신음동 791-2)
- 이디야커피 김천시청점 (시청로 107/신음동 783-9)
- 삼성스토어 김천점 (시청로 122/신음동 488-2)
- 르노코리아자동차 서비스코너 애니카랜드 김천점 (시청로 131/신음동 494-6)
- S-OIL 중앙주유소 (시청로 140/신음동 499-3)
- SK에너지 내트럭하우스 김천사업소 (시청로 218/응명동 102-1)
- GS칼텍스 굉성주유소 (시청로 239/응명동 810)